# Johannes Ludwig (slittinista)
Johannes Ludwig (Suhl, 14 febbraio 1986) è uno slittinista tedesco, vincitore della medaglia d'oro olimpica nel singolo a Pechino 2022 e nella gara a squadre sia a Pyeongchang 2018 che a Pechino 2022, di due titoli iridati sempre nella gara a squadre e di un trofeo di Coppa del Mondo.
È il figlio di Jörg-Dieter, già slittinista di alto livello.

## Biografia
Ha iniziato a gareggiare per la nazionale tedesca nelle varie categorie giovanili nella specialità del singolo, ottenendo una vittoria nella classifica finale della Coppa del Mondo juniores nel singolo nel 2004/05; ha inoltre conquistato una medaglia d'oro ai campionati mondiali juniores nella gara a squadre a Winterberg 2005.

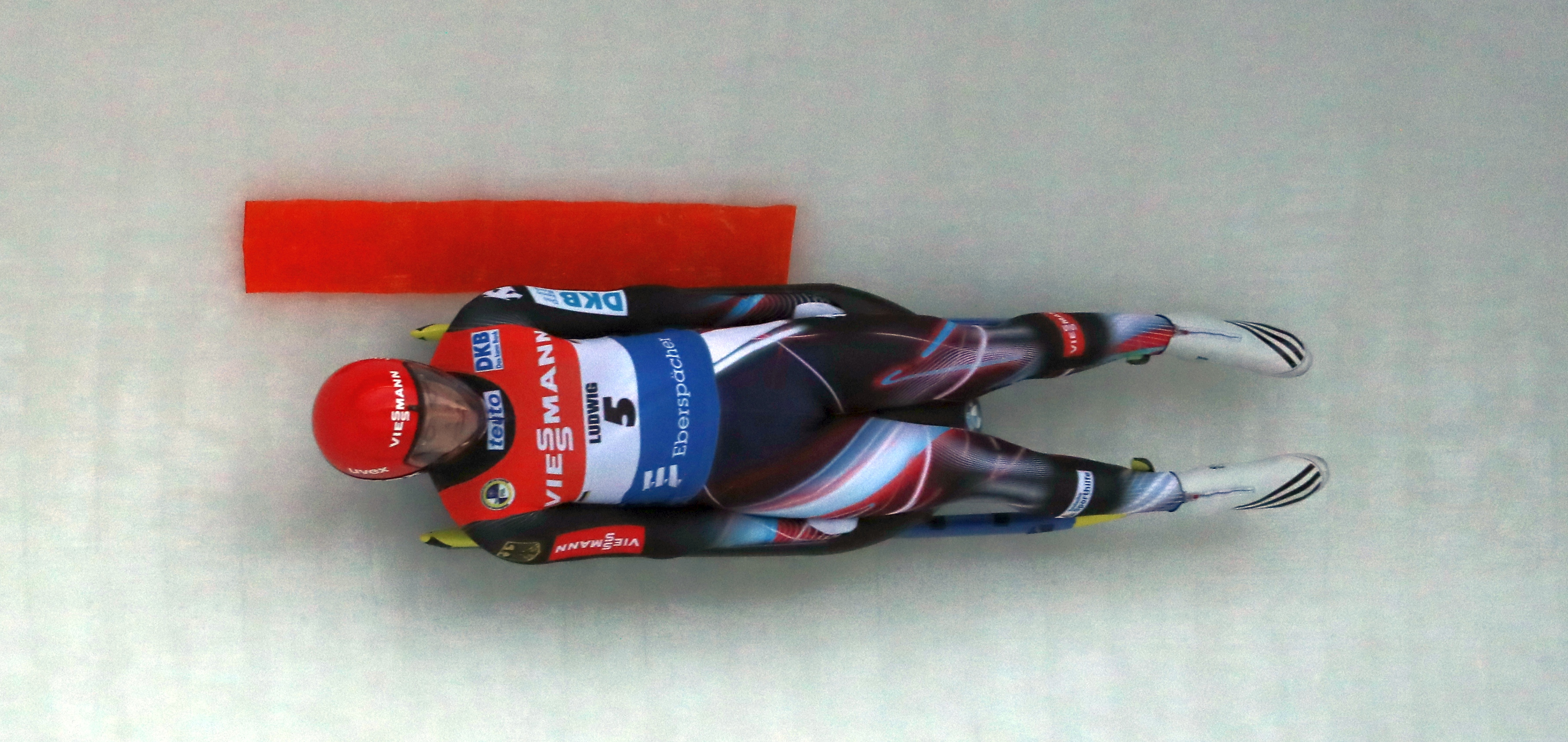
Johannes Ludwig in gara ad Altenberg nel 2017

A livello assoluto ha esordito in Coppa del Mondo nella stagione 2006/07, ha conquistato il primo podio il 14 dicembre 2008 nel singolo a Winterberg (3°), località dove conquista anche la sua prima vittoria, il 10 gennaio 2010 nella gara a squadre e il suo primo successo nel singolo, il 27 novembre 2016. In classifica generale come miglior risultato vanta il secondo posto ottenuto nella specialità monoposto nel 2020/21.

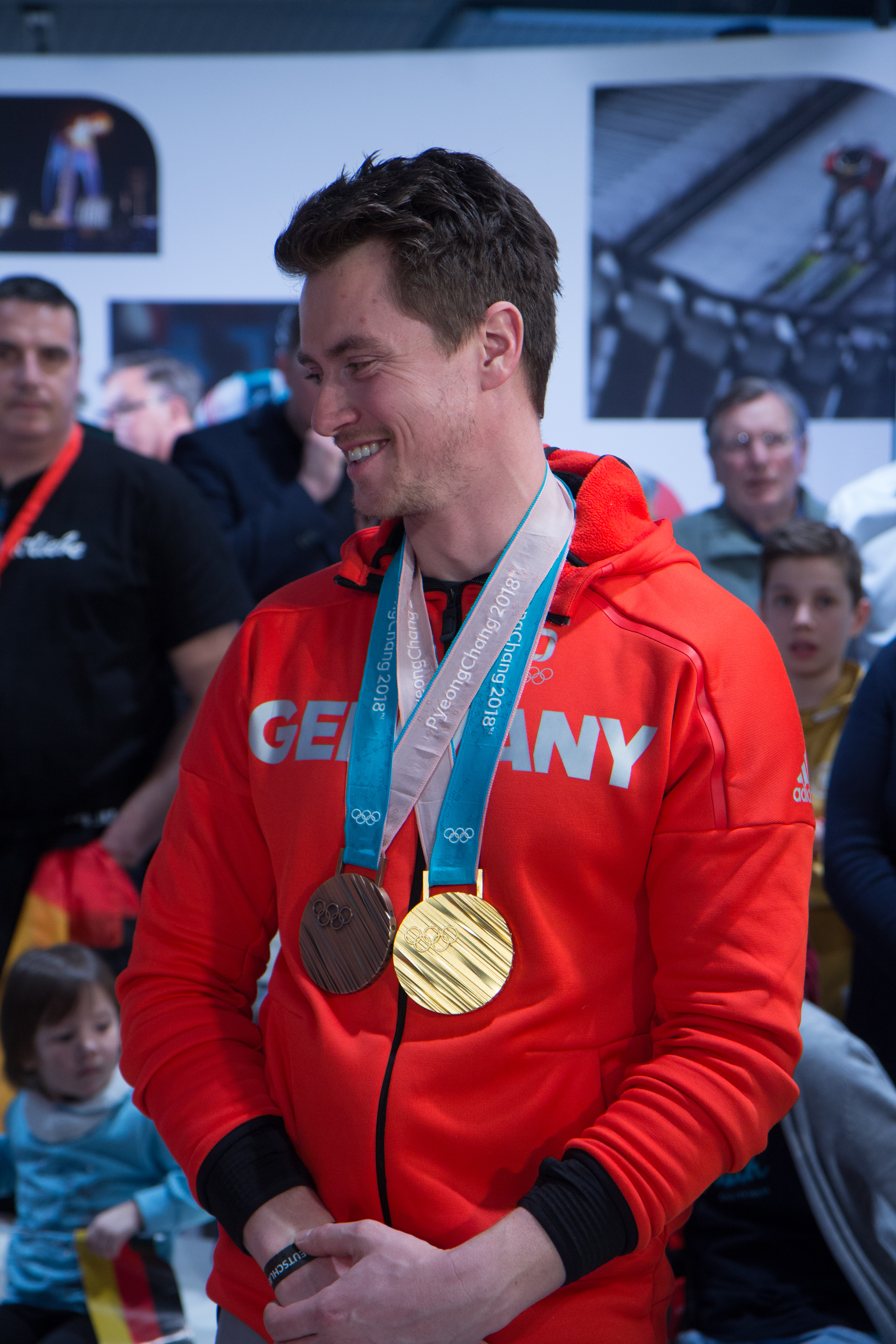
Johannes Ludwig con al collo le due medaglie olimpiche vinte a, dove fu oro nella gara a squadre e bronzo nel singolo

Ha partecipato a due edizioni dei Giochi olimpici invernali: a Pyeongchang 2018, dove ha conquistato la medaglia di bronzo nel singolo e quella d'oro nella gara a squadre insieme ai compagni Natalie Geisenberger, Tobias Wendl e Tobias Arlt, ed a Pechino 2022, in cui ha vinto il titolo sia nel singolo sia nella prova a staffetta, nuovamente con Geisenberger, Wendl e Arlt.
Ha preso parte altresì a nove edizioni dei campionati mondiali conquistando un totale di tre medaglie, delle quali due d'oro. Nel dettaglio i suoi risultati nelle prove iridate sono stati, nel singolo: undicesimo a Igls 2007, quarto ad Altenberg 2012, medaglia di bronzo a Whistler 2013, ottavo a Sigulda 2015, undicesimo a Schönau am Königssee 2016, quarto a Igls 2017, quarto a Winterberg 2019, quarto a Soči 2020 e quinto a Schönau am Königssee 2021; nel singolo sprint: sesto a Schönau am Königssee 2016, quindicesimo a Igls 2017, quarto a Winterberg 2019 e nono a Schönau am Königssee 2021; nelle prove a squadre: medaglia d'oro a Igls 2017 e medaglia d'oro a Soči 2020. 
Nelle rassegne continentali vanta cinque medaglie, di cui tre d'argento: due vinte nel singolo a Sigulda 2014 e a Sigulda 2021 e una nella gara a squadre colta a Oberhof 2019, più ulteriori due di bronzo.
Ha inoltre vinto il titolo nazionale 2020 nel singolo.

## Palmarès

### Olimpiadi
- 4 medaglie:
  - 3 ori (gara a squadre a Pyeongchang 2018, singolo, gara a squadre a Pechino 2022);
  - 1 bronzo (singolo a Pyeongchang 2018).

### Mondiali
- 3 medaglie:
  - 2 ori (gara a squadre a Igls 2017; gara a squadre a Soči 2020);
  - 1 bronzo (singolo a Whistler 2013).

### Europei
- 6 medaglie:
  - 4 argenti (singolo a Sigulda 2014; gara a squadre a Oberhof 2019; singolo a Sigulda 2021; gara a squadre a Sankt Moritz 2022);
  - 2 bronzi (gara a squadre a Sigulda 2010; singolo a Oberhof 2013).

### Mondiali juniores
- 1 medaglia:
  - 1 oro (gara a squadre a Winterberg 2005).

### Coppa del Mondo
- Vincitore della Coppa del Mondo nel singolo nel 2021/22.
- Vincitore della Coppa del Mondo di specialità nel singolo nel 2021/22.
- 41 podi (31 nel singolo, 4 nel singolo sprint, 6 nelle gare a squadre):
  - 13 vittorie (10 nel singolo, 3 nelle gare a squadre);
  - 13 secondi posti (9 nel singolo, 1 nel singolo sprint, 3 nelle gare a squadre);
  - 15 terzi posti (12 nel singolo, 3 nel singolo sprint).

#### Coppa del Mondo - vittorie
| Data             | Luogo      | Paese    | Disciplina                                                      |
| ---------------- | ---------- | -------- | --------------------------------------------------------------- |
| 10 gennaio 2010  | Winterberg | Germania | Gara a squadre con Tatjana Hüfner, Tobias Wendl e Tobias Arlt   |
| 26 novembre 2016 | Winterberg | Germania | Singolo                                                         |
| 25 novembre 2018 | Innsbruck  | Austria  | Singolo                                                         |
| 25 gennaio 2020  | Sigulda    | Lettonia | Singolo                                                         |
| 1º febbraio 2020 | Oberhof    | Germania | Singolo                                                         |
| 2 febbraio 2020  | Oberhof    | Germania | Gara a squadre con Anna Berreiter, Tobias Wendl e Tobias Arlt   |
| 22 febbraio 2020 | Winterberg | Germania | Singolo                                                         |
| 20 novembre 2021 | Yanqing    | Cina     | Singolo                                                         |
| 28 novembre 2021 | Soči       | Russia   | Singolo                                                         |
| 18 dicembre 2021 | Innsbruck  | Austria  | Singolo                                                         |
| 1º gennaio 2022  | Winterberg | Germania | Singolo                                                         |
| 15 gennaio 2022  | Oberhof    | Germania | Singolo                                                         |
| 16 gennaio 2022  | Oberhof    | Germania | Gara a squadre con Julia Taubitz, Toni Eggert e Sascha Benecken |

### Coppa del Mondo juniores
- Vincitore della Coppa del Mondo juniores nel singolo nel 2004/05.

### Campionati tedeschi
- 8 medaglie:
  - 1 oro (singolo a Oberhof 2020[2]);
  - 3 argenti (singolo ad Altenberg 2018; singolo, gara a squadre a Schönau am Königssee 2021);
  - 4 bronzi (singolo a Schönau am Königssee 2013; singolo, gara a squadre a Schönau am Königssee 2016[3], gara a squadre a Winterberg 2019).